# Lac Jordan
Pour les articles homonymes, voir Jordan.
Le Lac Jordan est un lac de barrage situé dans le comté de Chatham dans l’État de Caroline du Nord aux États-Unis. Il a été ennoyé entre 1973 et 1983 sur le cours de la Haw pour réguler le cours de la rivière en cas de tempête tropicale.
Il tient son nom de B. Everett Jordan (en), un sénateur local mort en 1974

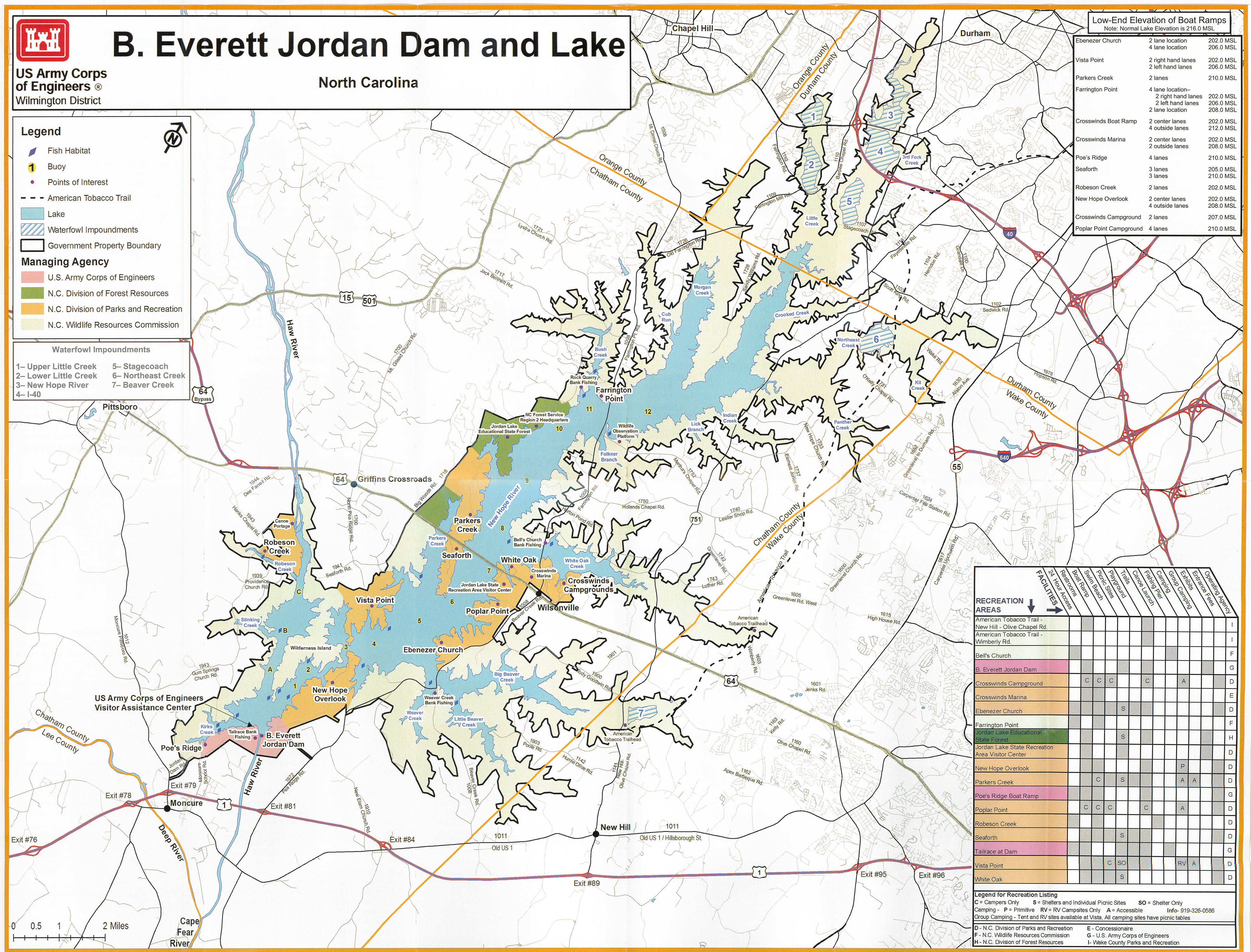
Carte du lac Jordan